# Kricogonia lyside
Espèce
Kricogonia lyside est un insecte lépidoptère de la famille des Pieridae originaire d'Amérique du Nord et du Sud.
Il a une envergure de 3,8 à 6 cm.